# Demonax trivittatus
Demonax trivittatus là một loài bọ cánh cứng trong họ Cerambycidae.